# Christiansburg, Ohio
Christiansburg là một làng thuộc quận Champaign, tiểu bang Ohio, Hoa Kỳ. Năm 2010, dân số của làng này là 526 người.

## Dân số
- Dân số năm 2000: 553 người.
- Dân số năm 2010: 526 người.